# Star Falls
A Star Falls 2018-as amerikai vígjátéksorozat, amelynek alkotója George Doty IV. A főbb szerepekben Siena Agudong, Kamaia Fairburn, Elena V. Wolfe, Dion Johnstone, Jadiel Dowlin és Marcus Cornwall láthatók.
Amerikában 2018. március 31-én a Nickelodeon mutatta be, Magyarországon még nem mutatták be.

## Ismertető
Craig Brooks népszerű hollywoodi színész, Diamond, Phoenix és Bo Brooks édesapja. Legújabb filmszerepe kedvéért családjával ideiglenesen Star Falls városába költözik, ahol a filmjét forgatják. Ott tartózkodása alatt Diamond Brooks összebarátkozik egy helyi lánnyal, Sophia Millerrel. Sophia és Diamond összefognak, hogy összehozzák a szüleiket egymással.

## Szereplők

### Főszereplők
| Szereplő       | Színész         | Magyar hang     |
| -------------- | --------------- | --------------- |
| Sophia Miller  | Siena Agudong   | Mayer Szonja    |
| Diamond Brooks | Kamaia Fairburn | Vida Sára       |
| Beth           | Elena V. Wolfe  | Solecki Janka   |
| Craig          | Dion Johnstone  | Varga Gábor     |
| Phoenix Brooks | Jadiel Dowlin   | Bogdán Gergő    |
| Bo Brooks      | Marcus Cornwall | Sándor Barnabás |

### Mellékszereplők
| Szereplő | Színész        | Magyar hang     |
| -------- | -------------- | --------------- |
| Nate     | Tomaso Sanelli | Pál Dániel Máté |
| Lou      | Shawn Lawrence | Forgács Gábor   |
| Ginger   | Liz Johnston   | Kokas Piroska   |

### Magyar változat
- Főcím: Korbuly Péter
- Magyar szöveg: Csányi Zita
- Hangmérnök: Kállay Roland, Hadfi Dezső, Bőhm Gergely
- Vágó: Wünsch Attila, Csabai Dániel, Pilipár Éva
- Gyártásvezető: Molnár Melinda
- Szinkronrendező: Pupos Tímea
- Produkciós vezető: Koleszár Emőke

## Epizódok
| #   | Eredeti cím                   | Magyar cím | Rendezte       | Írta           | Eredeti premier     | Magyar premier |
| --- | ----------------------------- | ---------- | -------------- | -------------- | ------------------- | -------------- |
| 1.  | The Celebrity Setup           |            | Stefan Scaini  | George Doty IV | 2018. március 31.   |                |
| 2.  | The Everything Wash           |            | Steve Wright   | Jennifer Daley | 2018. április 7.    |                |
| 3.  | The Assistant                 |            | Stefan Scaini  | Ethan Banville | 2018. április 14.   |                |
| 4.  | The Birthday                  |            | Steve Wright   | Daphne Ballon  | 2018. április 21.   |                |
| 5.  | The Owl Bomb                  |            | Stefan Scaini  | Laura Seaton   | 2018. április 28.   |                |
| 6.  | The Play                      |            | Steve Wright   | Cole Bastedo   | 2018. június 9.     |                |
| 7.  | The Picnic Auction            |            | Stefan Scaini  | Cole Bastedo   | 2018. június 16.    |                |
| 8.  | The Mole                      |            | Steve Wright   | Jennifer Daley | 2018. június 23.    |                |
| 9.  | The Co-Star                   |            | Steve Wright   | Meghan Read    | 2018. június 30.    |                |
| 10. | The Pet Whisperer             |            | Stefan Scaini  | Daphne Ballon  | 2018. július 14.    |                |
| 11. | The Red Carpet                |            | Steve Wright   | Jennifer Daley | 2018. július 28.    |                |
| 12. | The Creth                     |            | Steve Wright   | Jennifer Daley | 2018. augusztus 5.  |                |
| 13. | The Fall of the Owl           |            | Mars Horodyski | Cole Bastedo   | 2018. augusztus 5.  |                |
| 14. | The Engagemen                 |            | Mars Horodyski | Laura Seaton   | 2018. augusztus 12. |                |
| 15. | The Boys vs. the Girls        |            | Mars Horodyski | Ethan Banville | 2018. augusztus 12. |                |
| 16. | The Camping Trip              |            | Don McCutcheon | Jennifer Daley | 2018. augusztus 19. |                |
| 17. | The Mystery Artist            |            | Don McCutcheon | Cole Bastedo   | 2018. augusztus 19. |                |
| 18. | The Family Picnic             |            | Don McCutcheon | Laura Seaton   | 2018. augusztus 26. |                |
| 19. | The Stranding and the Dresses |            | Don McCutcheon | Jennifer Daley | 2018. augusztus 26. |                |
| 20. | The Wedding                   |            | Don McCutcheon | George Doty IV | 2018. szeptember 2. |                |

## A sorozat készítése
A Breakthrough Entertainment sorozata 2017. november 13-án kapott zöld utat egy 20 epizódos megrendeléssel.